# Смикавець
Смикавець (Cyperus) — рід трав'янистих кореневищних (деколи зі столонами) багаторічних або, рідше, однорічних рослин родини осокових. Рід містить приблизно 600 видів, які зростають у пан-помірному та тропічному кліматах.

## Опис
Це в основному водні рослини, що зростають у нерухомих або повільно рухомих водах до 0,5 м у глибину. Види сильно різняться за розмірами — дрібні види всього 5 см заввишки, в той час як інші можуть досягати 5 м у висоту. Стебла мають круглий або трикутний поперечний переріз. Стебла безлисті на більшій частині своєї довжини з тонким листям біля основи рослини, і в мутовці на вершині квітучого стебла. Суцвіття просте або частіше зонтик. Квітки зеленуваті й запилюються вітром. Тичинок 1–3. Приймочок (2-)3. Сім'янки двоопуклі, сплющені або трикутні.

## Види
За даними інтернет-проекту Королівських ботанічних садів у К'ю — Plants of the World Online рід Cyperus налічує 940 визнаних видів. В Україні зростають:
- Cyperus flavescens — С. жовтуватий
- Cyperus fuscus — С. бурий
- Cyperus glomeratus — С. купчастий
- Cyperus glaber — С. голий
- Cyperus hamulosus — С. гачкуватий
- Cyperus longus — С. довгий
- Cyperus michelianus — С. Мікелі
- Cyperus pannonicus — С. паннонський
- Cyperus serotinus — С. пізній
- Cyperus difformis — С. індійський — натуралізований вид
- Cyperus esculentus — С. їстівний, смикавець їстівний (земляний горіх, чуфа) — інтродукований вид

## Використання
Смикавець папірник Cyperus papyrus мав велике історичне значення в забезпеченні папірусом. Cyperus giganteus, Cyperus textilis, Cyperus pangorei традиційно використовуються для виробництва матраців. Cyperus esculentus має їстівні бульби і його вирощують на комерційній основі. Cyperus bulbosus їдять в меншій мірі. Cyperus alternifolius, Cyperus albostriatus і споріднені види вирощують як декоративні або кімнатні рослини. Росте інтерес до більших і швидкорослих видів як культур для виробництва паперу та біопалива. Деякі види Cyperus використовуються в народній медицині.